# Andrea (álbum)
Andrea é o décimo álbum de estúdio de Andrea Bocelli, lançado em 9 de Novembro de 2004. Este álbum está na lista dos 200 álbuns definitivos no Rock and Roll Hall of Fame.

## Faixas
1. "Dell'amore non si sa"
2. "L'Attesa"
3. "Un Nuovo Giorno"
4. "Tu Ci Sei"
5. "Sin Tu Amor"
6. "Liberta"
7. "Per Noi"
8. "Le Parole Che Non Ti Ho Detto"
9. "Sempre O Mai"
10. "In Canto"
11. "Quante Volte Ti Ho Cercato"
12. "When A Child Is Born"
13. "Go Where Love Goes"
14. "Semplicemente (Canto Per Te)" - (faixa bônus)
15. "Domani" – (faixa bônus)